# Órgano del Auditorio Juan Victoria
El órgano del Auditorio Juan Victoria es un instrumento fabricado por la firma alemana Waclker emplazado en dicho centro cultural en la ciudad de San Juan en la provincia de San Juan, Argentina. Posee tres manuales y pedalera, 3565 tubos de metal y madera en 44 registros. Por cantidad de registros, es el órgano más grande instalado fuera de la provincia de Buenos Aires y la ciudad de Buenos Aires.

## Historia
Luego del terremoto de San Juan de 1944 que destruyó la mayor parte de la ciudad, se conformó el Consejo Nacional de Construcciones Antisísmicas y de Reconstrucción de San Juan siendo precedida por Juan Victoria, quién militaba en la Unión Cívica Radical Intransigente y al ser ingeniero en petróleo, tenía estrechos vínculos con el presidente Arturo Frondizi. El consejo tenía como objetivo reconstruir la ciudad, pero no contemplaba la construcción de edificaciones culturales, por ello Victoria le solicitó al presidente Frondizi un presupuesto extra para el auditorio. El presidente agregó también al presupuesto un monto de 28 millones de pesos para comprar el órgano de tubos del auditorio, y más de 500 millones de pesos para el Auditorio y la Escuela Superior de Música. Existió controversia por los gastos del auditorio en si, ya que muchas personas aún vivían en casillas de madera. Pese a las críticas de la oposición liderada por la Unión Cívica Radical del Pueblo, el proyecto se concretó. La ley que estipulaba el presupuesto y ordenaba su construcción fue sancionada con éxito en 1959, mientras que el llamado a licitación fue en 1962, y el auditorio se finalizó recién en 1970 y se terminó por bautizar como Auditorio Juan Victoria. El proyecto del Auditorio y de la Escuela Superior de Música fue planificado y realizado por Federico Malvárez y Mario Para Baldi, además fue supervisado por Carmen Renard.
Los responsables realizar los trámites y gestiones pertinentes para construir tanto el Auditorio Juan Victoria como su órgano fueron Hilario Sánchez y el músico y organista Julio Perceval. El mismo Perceval indicó las características aconsejables para un órgano con una sala de estas características.
La instalación del órgano tardó cuatro meses y fue comandada por Carlos Hense, descendiente de la familia de organeros que han representado en la Argentina a la firma constructora de órganos Walcker. El concierto inaugural fue brindado por Luis Ángel Machado, de la Universidad Nacional de Rosario el 21 de julio de 1970.
El Auditorio Juan Victoria y su órgano fueron refaccionados como consecuencia del terremoto del 18 de enero de 2021. El trabajo de restauración estuvo a cargo del organero Carlos Merlassino, las reparaciones estuvieron financiadas por el gobierno nacional. La restauración incluyó el enderezamiento y soldadura de algunos tubos y la afinación del total de ellos. Además se restauró la caja que sufrió roturas por el terremoto. El concierto de abertura se llevó a cabo el 7 de octubre y fue brindado por el argentino Matías Sagreras y el alemán Joseph Luy.

## Características
Posee tres manuales y pedalera, 3565 tubos de metal y madera en 44 registros. Los tubos de madera en multiláminas compensadas proporcionan los sonidos graves mientras que los tubos de cobre brindan los sonidos más brillantes. Los demás tubos son de aleación de estaño y plomo lo que dan como resultado el característico sonido que distingue los órganos de concierto de los litúrgicos. Al poseer acción eléctrica, su consola es móvil. Posee una memoria electrónica que le permite al organistas guardan cinco registraciones diferentes, que se pueden activar por medio de botones de mano o con botones de pie en la pedalera.

## Disposición
El órgano presenta la siguiente disposición:
| I Manual I |              |         |
| 01.        | Rohrpommer   | 016’    |
| 02.        | Principal    | 08’     |
| 03.        | Gemshorn     | 08’     |
| 04.        | Oktave       | 04’     |
| 05.        | Nachthorn    | 04’     |
| 06.        | Spitzflöte   | 02’     |
| 07.        | Mixtur       | 01 1/3’ |
| 08.        | Rauschpfeife | 02 2/3’ |
| 09.        | Kornett      | 0V      |
| 010.       | Trompete     | 08’     |

| 0 | Acoplamientos y otros | 0 |
| 0 | II/I                  |   |
| 0 | Sub III/I             |   |

| Manual II |                 |         |
| 01.       | Bourdon         | 016’    |
| 02.       | Holzgedeckt     | 08’     |
| 03.       | Holzflöte       | 08’     |
| 04.       | Voix celeste    | 08’     |
| 05.       | Spitzgamba      | 08’     |
| 06.       | Koppelflöte     | 04’     |
| 07.       | Harfenprincipal | 04’     |
| 08.       | Quintflöte      | 01 1/3’ |
| 09.       | Mixtur          | 02’     |
| 010.      | Sesquialtera    | 08’     |
| 011.      | Lieblich Fagott | 016’    |
| 012.      | Feldtrompete    | 08’     |
| 013.      | Vox humana      | 08’     |

| 0 | Acoplamientos y otros | 0 |
| 0 | III/II                |   |
| 0 | Trémolo               |   |
| 0 | Expresión             |   |

| Manual III |               |         |
| 01.        | Metallgedeckt | 08’     |
| 02.        | Harfpfeife    | 08’     |
| 03.        | Prinzipal     | 04’     |
| 04.        | Rohrflöte     | 04’     |
| 05.        | Nasard        | 02 2/3’ |
| 06.        | Oktave        | 02’     |
| 07.        | Terz          | 01 3/5’ |
| 08.        | Sifflöte      | 01’     |
| 09.        | Scharf        | 01’     |
| 010.       | Krummhorn     | 08’     |
| 011.       | Rohrschalmey  | 04’     |

| 0 | Acoplamientos y otros | 0 |
| 0 | Trémolo               |   |

| Pédale |               |         |
| 1      | Holzprinzipal | 016’    |
| 2      | Subbass       | 016’    |
| 3      | Zartbass      | 016’    |
| 4      | Oktavbass     | 08’     |
| 5      | Spitzflöte    | 08’     |
| 6      | Rohrquintade  | 04’     |
| 7      | Hintersatz    | 04’     |
| 8      | Baszink       | 05 1/3’ |
| 9      | Posaune       | 016’    |
| 10     | Trompete      | 08’     |

| 0 | Acoplamientos y otros | 0 |
| 0 | I a pedal             |   |
| 0 | II a pedal            |   |
| 0 | III a pedal           |   |